# Moraveč (Chotoviny)
Moraveč (německy Morawetsch) je malá vesnice, část obce Chotoviny v okrese Tábor v Jihočeském kraji. Nachází se asi 2,5 kilometru západně od Chotovin. Je zde evidováno 34 adres. V roce 2011 zde trvale žilo 53 obyvatel.
Moraveč leží v katastrálním území Moraveč u Chotovin o rozloze 2,69 km². V katastrálním území Moraveč u Chotovin leží i Rzavá.

## Historie
První písemná zmínka o vesnici pochází z roku 1407.

## Obyvatelstvo
| Rok            | 1869 | 1880 | 1890 | 1900 | 1910 | 1921 | 1930 | 1950 | 1961 | 1970 | 1980 | 1991 | 2001 | 2011 | 2021 |
| -------------- | ---- | ---- | ---- | ---- | ---- | ---- | ---- | ---- | ---- | ---- | ---- | ---- | ---- | ---- | ---- |
| Počet obyvatel | 207  | 197  | 207  | 207  | 197  | 170  | 165  | 120  | 125  | 102  | 85   | 61   | 49   | 53   | 58   |
| Počet domů     | 28   | 30   | 30   | 31   | 33   | 29   | 33   | 33   | 33   | 30   | 25   | 34   | 34   | 35   | 32   |

## Pamětihodnosti
- Usedlost čp. 12

## Galerie

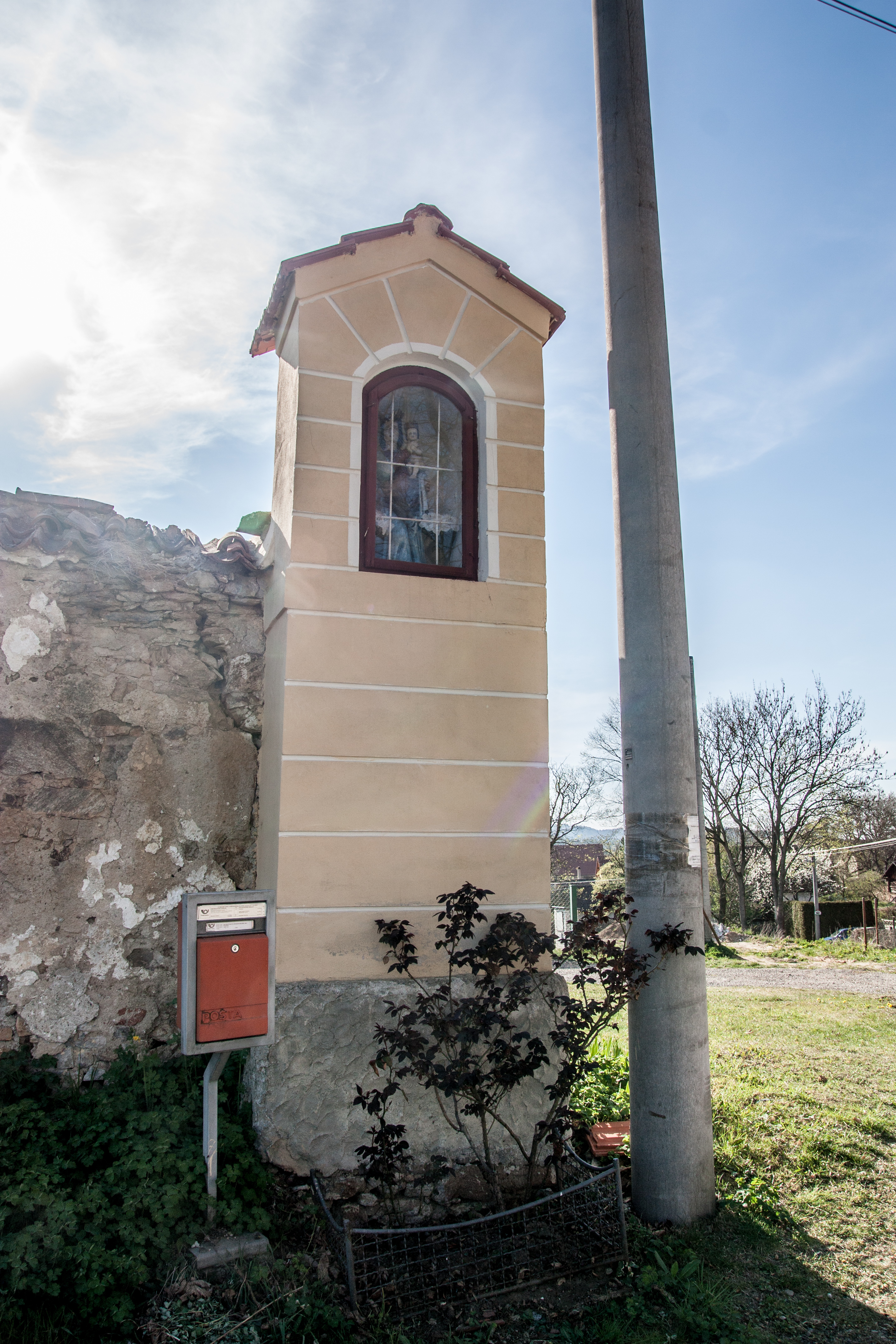
Výklenková kaple (2019)
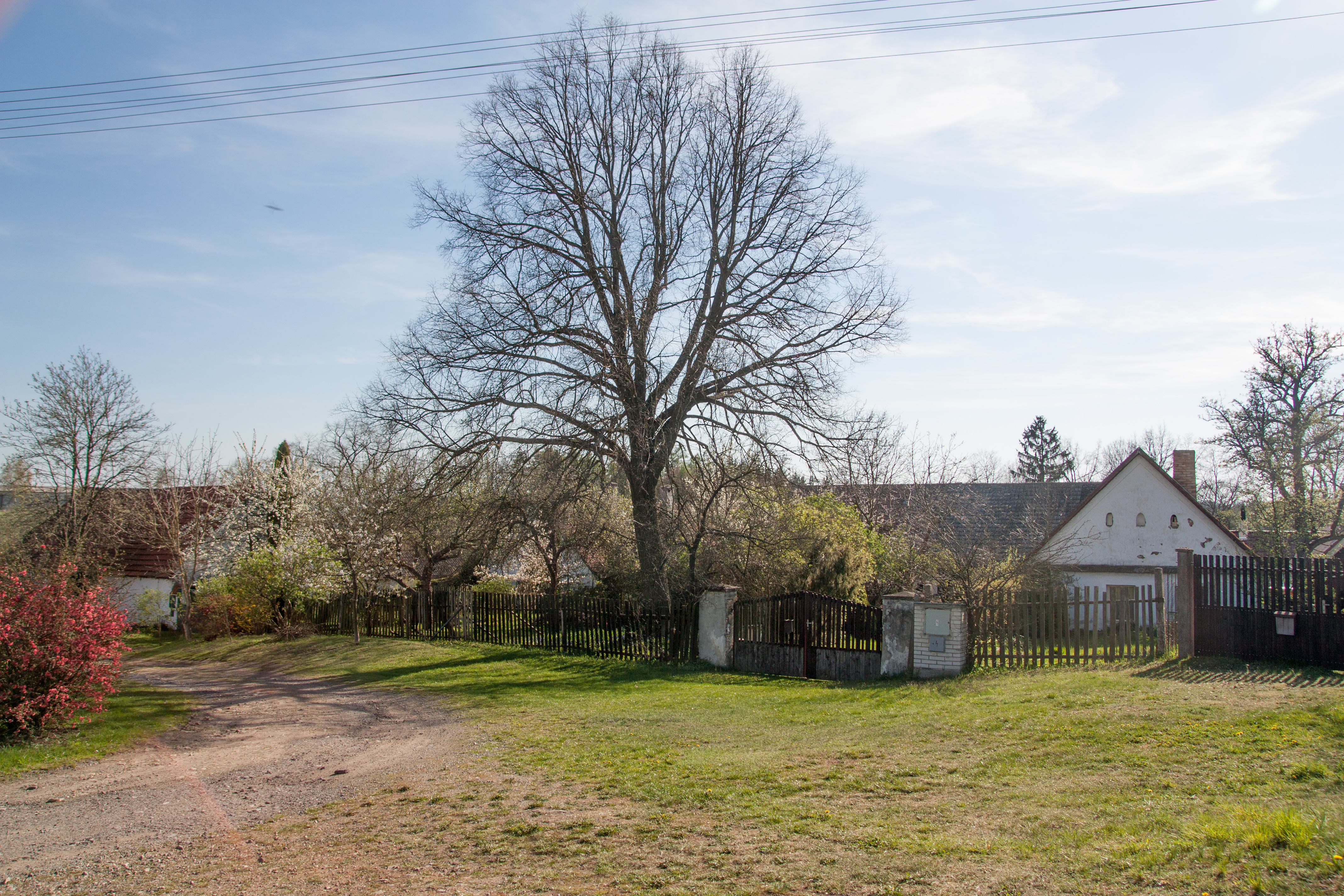
Pohled na domy (2019)
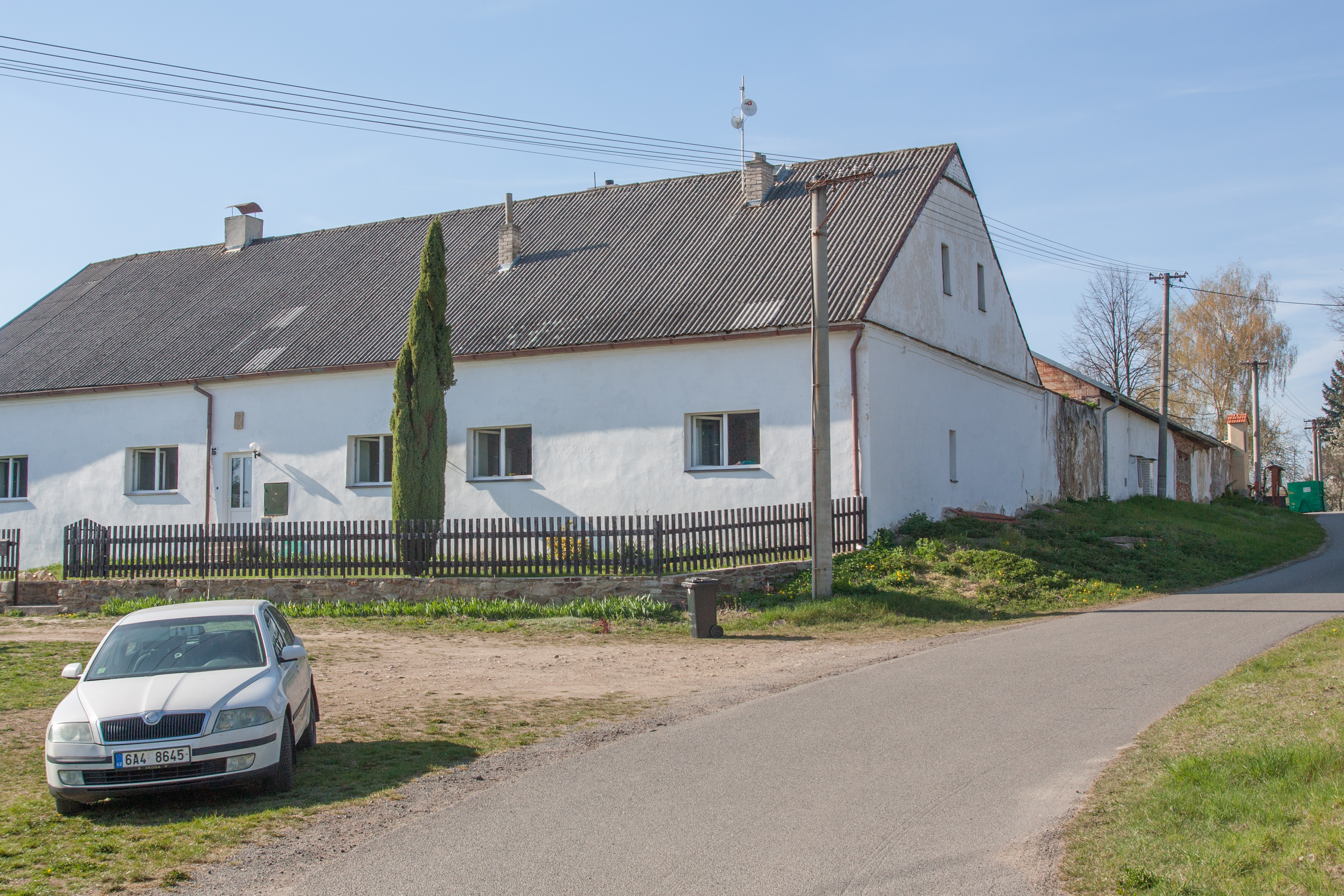
Usedlost (2019)
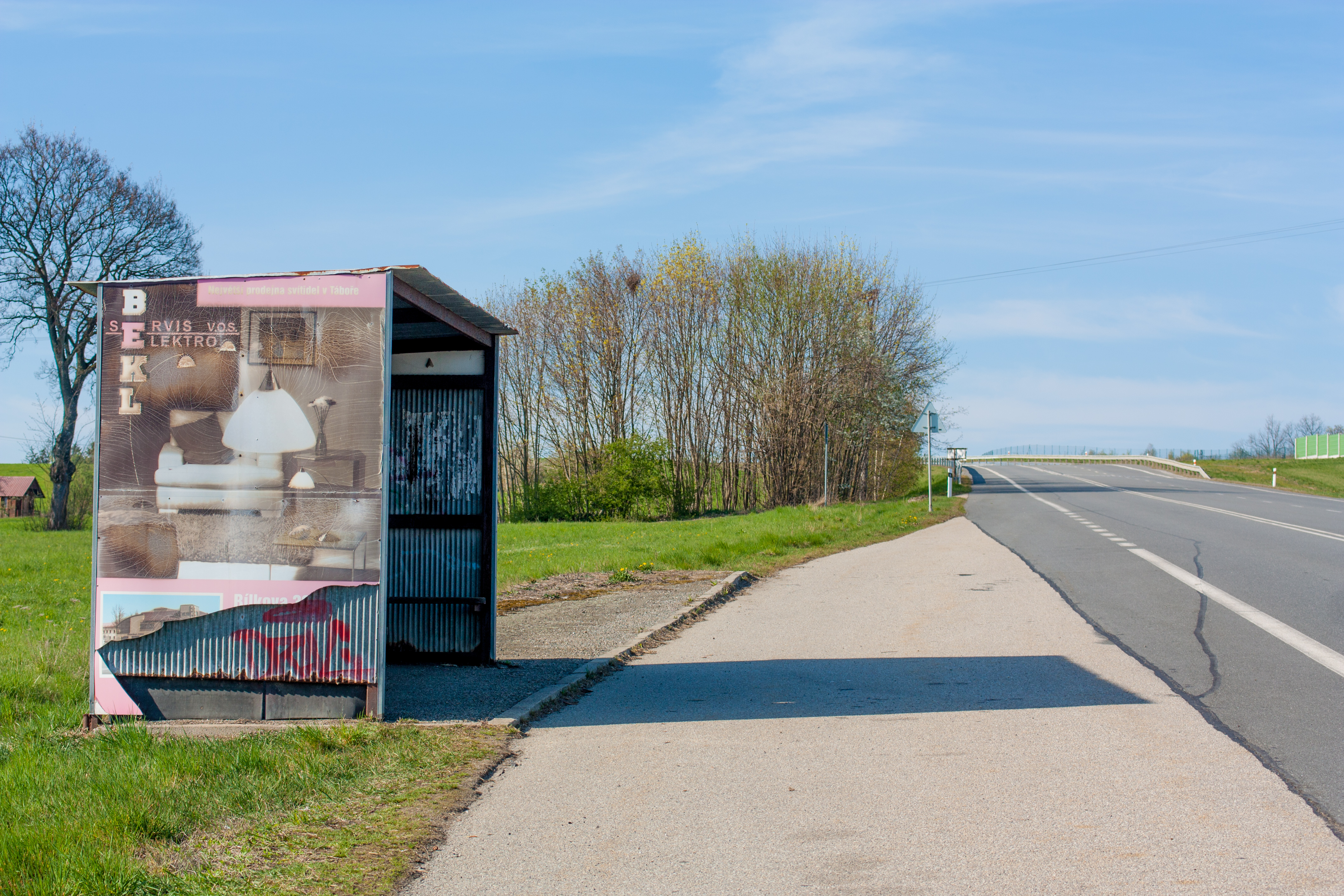
Autobusová zastávka před obcí (2019)
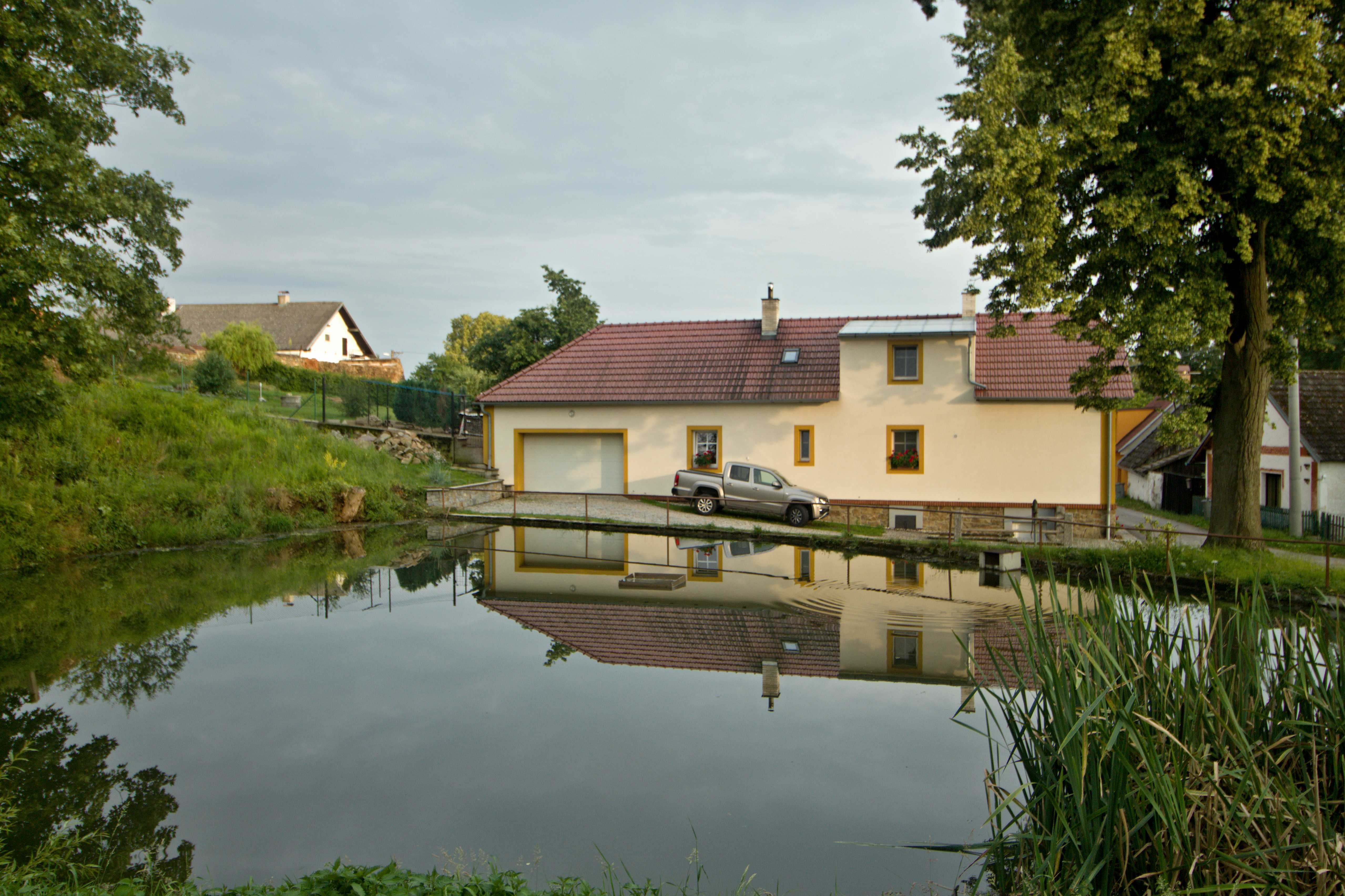
Rybníček v obci